# هرم مخمس
في هندسة رياضية، يُعدّ الهرم المُخمَّس نوعًا من الأهرامات قاعدته خماسي أضلاع وله خمس أوجه مثلثية، ليكون مجموع أوجهه ستة. يُصنّف كـمجسم جنسون إذا كانت جميع حوافه متساوية الطول، بحيث تُشكّل الأوجه المثلثية مثلثات متساوية الأضلاع وتكون القاعدة خماسي أضلاع منتظم.
تظهر الهرميات الخماسية كعناصر وأدوات في تركيب العديد من المجسمات متعددة الأوجه. كما تظهر أيضًا في مجال العلوم الطبيعية، مثل الكيمياء الفراغية حيث يمكن وصف الشكل على أنه الهندسة الجزيئية الهرمية الخماسية، وكذلك في دراسة تجميع القفيصات في أسطح طاقة الجهد الأساسية، وخلل التبلور في الجسيمات النانوية الخماسية والأشكال ذات الصلة مثل النحاس الهرمي والأسلاك النانوية المعدنية الأخرى.

## الخصائص
للهرم المُخمَّس ستة رؤوس، وعشرة حروف، وستة أوجه. واحد من وجوه مُخمَّس ويُسمَّى قاعدة الهرم؛ أما الوجوه الخمسة الأخرى فهي مُثلَّثات. تُشكِّل خمسة حروف القاعدة، وهي مُخمَّس كما تقدَّم، أما الحروف الخمس الأخرى فهي تُعرف بالحروف الجانبية، وتلتقي عند الرأس السادس الذي يُسمَّى قمة الهرم. يُقال إن الهرم المخمس "منتظم" إذا كانت قاعدته المخمَّسة مماسة لدائرة، ويُقال أنه "قائم" إذا كانت قمته تقع فوق مركز القاعدة.
للهرم المُخمَّس المنتظم تناظر هرمي من الزمرة الدورية {\displaystyle C_{5\mathrm {v} }}؛ أي أن متعدد الوجوه يظل بلا تغيير عند تدويره بمقدار خمس دورة أو مضاعفاتها الصحيحة (خمسين، ثلاثة أخماس ...) حول محوره، وهو الخط الواصل بين القمة ومركز القاعدة. للهرم المُخمَّس أيضًا تناظر انعكاسي بالنسبة لأي مستوى عمودي يمر بزاوية قاعدية منصفِة. ويمكن تمثيله على شكل بيان عجلي {\displaystyle W_{5}}، مما يعني إمكانية تفسير هيكله بأنه خماسي ترتبط رؤوسه الخمسة برأس في المركز يُعرف بالرأس الشامل. وهو ذاتي الثنوية، أي أن المجسم الثنوي له هو الهرم المخمس نفسه.
عندما تكون جميع الحواف متساوية الطول، تكون الأوجه المثلثية الخمسة متساوية الأضلاع، وتكون القاعدة مُخمَّس منتظم يُوصف الهرم بأنه متساوي الحروف، وهو يستوفي معايير مُجسَّم جنسون، لأنه مُحدَّب ووجوه كلها مُضلَّعات منتظمة، وهو ثاني المُجسَّمات في القائمة ورمزه {\displaystyle J_{2}}. الزاوية ثنائية الوجه بين وجهين مثلثيين متجاورين تبلغ تقريبًا 138.19°، وبين الوجه المثلث والقاعدة حوالي 37.37°. وهو مجسم أولي، أي لا يمكن تقسيمه بمستوٍ إلى مجسمين محدبين أصغر بأوجه منتظمة. مساحة السطح لأي متعدد وجوه هي مجموع مساحات أوجهه. لذلك، فإن مساحة سطح الهرم المخمس هي مجموع مساحات المثلثات الخمسة ومخمَّس القاعدة. أما الحجم، فيُحسب بجداء ثلث بحاصل ضرب مساحة القاعدة في الارتفاع. وفي حالة الهرم المُخمَّس متساوي الحروف، أي مُجسَّم جنسون، بطول حرفٍ {\displaystyle a}، فإن مساحة السطح {\displaystyle A} والحجم {\displaystyle V} تُحسبان كالآتي:
{\displaystyle {\begin{aligned}A&={\frac {a^{2}}{2}}{\sqrt {{\frac {5}{2}}\left(10+{\sqrt {5}}+{\sqrt {75+30{\sqrt {5}}}}\right)}}\approx 3.88554a^{2},\\V&={\frac {5+{\sqrt {5}}}{24}}a^{3}\approx 0.30150a^{3}.\end{aligned}}}

## التطبيقات

يمكن العثور على أهرام مخمسة في اثنا عشري الوجوه النجمي الصغير

يستعمل الهرم المُخمَّس لإنشاء المجسمات متعددة الوجوه مركبة وفق العمليات التالية:
- التعزيز[ا]، أي لصق قاعدة هرم مُخمَّس على وجهٍ مُخمَّسٍ لمُتعدد وجه آخر.
- الإطالة[ب]، أي لصق قاعدة هرم مُخمَّس على قاعدة موشور مخمَّس. ومثاله الهرم المخمَّس المُطال[الإنجليزية] {\displaystyle J_{9}}.
- الإطالة بالبرم،[ج] أي لصق قاعدة هرم مُخمَّس على قاعدة موشور تخالفي مخمَّس.[12]
- البخس[د]، أي إزالة هرم مُخمَّس من متعدد وجوه، ومثاله عشروني الوجوه ثنائي البخس التخالفي[الإنجليزية] {\displaystyle J_{62}} وعشروني الوجوه ثلاثي البخس المُعزَّز[الإنجليزية] {\displaystyle J_{63}}، اللذان ينتجان بإزالة هرمين مُخمَّسين وثلاثة أهرام مُخمَّسة من عشريني وجوه منتظم على الترتيب.[13]

من الأمثلة على المجسمات: مخمس اثنا عشري، والذي يُبنى من اثنا عشري الوجوه عن طريق إرفاق قاعدة أهرام مخمسة على كل وجه خماسي، بطريقة مشابهة لاثنا عشري الوجوه النجمي الصغير وفقًا لاستنجام، وعشروني وجوه منتظم مبني من موشور خماسي مضاد بإرفاق هرمين مخمسين على قواعده الخماسية.
في الكيمياء الفراغية، يمكن أن يمتلك عنقود ذري هندسة جزيئية هرمية خماسية. تحتوي هذه الجزيئات على عنصر من عناصر المجموعة الرئيسية مع زوج غير رابط من الإلكترونات، ويمكن وصفها باستخدام نموذج يتنبأ بأشكال الجزيئات يُعرف بـنظرية فسيبر. من الأمثلة على هذه الجزيئات: نيدو-كربونات CB5H9.
تشكيل أغلفة الفيروسات، المعروفة باسم الفقيصان، يمكن نمذجته باستخدام قطع على شكل أهرام مخمسة ومُسدَّسة. وقد اختيرت هذه الأشكال لمحاكاة أشكال الوحدات البروتينية للفيروسات الطبيعية. ومن خلال اختيار قوى الجذب والتنافر بين الأهرام بشكل مناسب، وُجد أن الأهرام يمكن أن تتجمع تلقائيًا لتشكيل أصداف عشرينية مماثلة لتلك التي توجد في الطبيعة.
أما استرخاء حقول الإجهاد المرن الداخلية الناتجة عن الانحرافات البلورية في جزيئات نحاس المزدوجة، فتتمثل بأشكال الهرم المخمس، الذي يتيح النمو إلى حجم كبير مع الحفاظ على التناظر. ويتم ذلك عبر تنشيط المهبط من خلال عملية النمو الأولي للبلورات في كهرل، عن طريق حركة الجزيئات الكاشطة من ألومنيوم وأكاسيد السيليكون.

## مصطلحات
1. ↑  (بالإنجليزية: augmentation)
2. ↑  (بالإنجليزية: elongation)
3. ↑  (بالإنجليزية: gyroelongation)
4. ↑  (بالإنجليزية: diminishment)

### فهرس المراجع
1. ↑    - Ball & Coxeter (1987), p. 130
  - Grgić et al. (2022), p. 476
 نسخة محفوظة 2024-01-09 على موقع واي باك مشين.
2. ↑  Smith (2000), p. 98.
3. ↑    - Calter & Calter (2011), p. 198
  - Polya (1954), p. 138
 نسخة محفوظة 2024-01-09 على موقع واي باك مشين.
4. 1 2  Johnson (1966).
5. ↑  Pisanski & Servatius (2013), p. 21.
6. ↑  Wohlleben (2019), p. 485–486.
7. ↑  Uehara (2020), p. 62.
8. ↑    - Hartshorne (2000), p. 464
  - Johnson (1966)
 نسخة محفوظة 2024-06-25 على موقع واي باك مشين.
9. ↑  Calter & Calter (2011), p. 198.
10. ↑  Berman (1971).
11. ↑  Rajwade (2001), pp. 84–88. انظر الجدول 12.3، حيث {\displaystyle P_{n}} تشير إلى {\displaystyle n}-ضلعي موشور و{\displaystyle A_{n}} تشير إلى {\displaystyle n}-ضلعي موشور تخالفي. نسخة محفوظة 2023-10-07 على موقع واي باك مشين.
12. ↑  Slobodan, Obradović & Ðukanović (2015).
13. ↑  Gailiunas (2001).
14. ↑    - Çolak & Gelişgen (2015)
  - Kappraff (2001), p. 309
  - Silvester (2001), p. 140–141
 نسخة محفوظة 2024-01-09 على موقع واي باك مشين.
15. ↑  Petrucci, Harwood & Herring (2002), p. 414.
16. ↑  Macartney (2017), p. 482.
17. ↑  Fejer et al. (2009).
18. ↑  Gryzunova (2017).

### معلومات المراجع كاملة
- Ball، W. W. R.؛ Coxeter، H. S. M. (1987). Mathematical Recreations and Essays. Dover Publications. ISBN:978-0-486-25357-2. مؤرشف من الأصل في 2024-01-09.
- Berman، Martin (1971). "Regular-faced convex polyhedra". Journal of the Franklin Institute. ج. 291 ع. 5: 329–352. DOI:10.1016/0016-0032(71)90071-8. MR:0290245.
- Calter، Paul A.؛ Calter، Michael A. (2011). Technical Mathematics. وايلي (ناشر). ISBN:978-0-470-53492-2. مؤرشف من الأصل في 2024-07-20.
- Çolak، Zeynep؛ Gelişgen، Özcan (2015). "New Metrics for Deltoidal Hexacontahedron and Pentakis Dodecahedron". Sakarya University Journal of Science. ج. 19 ع. 3: 353–360. DOI:10.16984/saufenbilder.03497 (غير نشط 1 يوليو 2025). مؤرشف من الأصل في 2025-06-26.{{استشهاد بدورية محكمة}}:  صيانة الاستشهاد: وصلة دوي غير نشطة منذ 2025 (link)
- Fejer، Szilard N.؛ James، Tim R. James؛ Hernández-Rojasc، Javier؛ Wales، David J. (2009). "Energy landscapes for shells assembled from pentagonal and hexagonal pyramids". Physical Chemistry Chemical Physics. ج. 11 ع. 12: 2098–2104. Bibcode:2009PCCP...11.2098F. DOI:10.1039/B818062H. PMID:19280020.
- Gailiunas، Paul (2001). "A Polyhedral Byway" (PDF). في Sarhangi، Reza؛ Jablan، Slavik (المحررون). Bridges: Mathematical Connections in Art, Music, and Science (Thesis). Bridges Conference. ص. 115–122.
- Grgić، Ivan؛ Karakašić، Mirko؛ Ivandić، Željko؛ Glavaš، Hrvoje (2022). "30th International Conference on Organization and Technology of Maintenance (OTO 2021): Proceedings of 30th International Conference on Organization and Technology of Maintenance (OTO 2021)". في Glavaš، Hrvoje؛ Hadzima-Nyarko، Marijana؛ Karakašić، Mirko؛ Ademović، Naida؛ Avdaković، Samir (المحررون). International Conference on Organization and Technology of Maintenance. DOI:10.1007/978-3-030-92851-3.
- Gryzunova, N. N. (2017). "К вопросу о дисклинационной природе пентагональных пирамид с высокими ступенями роста электролитического происхождения" [On the disclination nature of pentagonal pyramids with high growth steps of electrolytic origin]. Letters on Materials (بالروسية). 7 (1): 39–43. DOI:10.22226/2410-3535-2017-1-39-43.
- Hartshorne، Robin (2000). Geometry: Euclid and Beyond. Undergraduate Texts in Mathematics. Springer-Verlag. ISBN:9780387986500. مؤرشف من الأصل في 2025-01-16.
- Johnson، Norman W. (1966). "Convex polyhedra with regular faces". الدورية الكندية للرياضيات  [لغات أخرى]‏. ج. 18: 169–200. DOI:10.4153/cjm-1966-021-8. MR:0185507. S2CID:122006114. Zbl:0132.14603.{{استشهاد بدورية محكمة}}:  صيانة الاستشهاد: علامات ترقيم زائدة (link)
- Kappraff، Jay (2001). Connections: The Geometric Bridge Between Art and Science (ط. 2nd). World Scientific. ISBN:981-02-4585-8. مؤرشف من الأصل في 2024-01-09.
- Macartney، D. H. (2017). "Cucurbiturils in Drug Binding and Delivery". في Gokel، George W.؛ Barbour، Leonard J. (المحررون). Comprehensive Supramolecular Chemistry II. Elsevier. ISBN:978-0-12-803198-8. مؤرشف من الأصل في 2024-07-25.
- Petrucci، Ralph H.؛ Harwood، William S.؛ Herring، F. Geoffrey (2002). General Chemistry: Principles and Modern Applications. برنتيس هول  [لغات أخرى]‏. ج. 1. ISBN:9780130143297. مؤرشف من الأصل في 2024-12-04.{{استشهاد بكتاب}}:  صيانة الاستشهاد: علامات ترقيم زائدة (link)
- Pisanski، Tomaž؛ Servatius، Brigitte (2013). Configuration from a Graphical Viewpoint. Springer. DOI:10.1007/978-0-8176-8364-1. ISBN:978-0-8176-8363-4. مؤرشف من الأصل في 2025-01-20.
- Polya، G. (1954). Mathematics and Plausible Reasoning: Induction and analogy in mathematics. Princeton University Press. ISBN:0-691-02509-6. مؤرشف من الأصل في 2024-07-18.{{استشهاد بكتاب}}:  صيانة الاستشهاد: تجاهل خطأ ردمك (link)
- Rajwade، A. R. (2001). Convex Polyhedra with Regularity Conditions and Hilbert's Third Problem. Texts and Readings in Mathematics. Hindustan Book Agency. DOI:10.1007/978-93-86279-06-4. ISBN:978-93-86279-06-4. مؤرشف من الأصل في 2023-12-04.
- Silvester، John R. (2001). Geometry: Ancient and Modern. Oxford University Publisher.
- Slobodan، Mišić؛ Obradović، Marija؛ Ðukanović، Gordana (2015). "Composite Concave Cupolae as Geometric and Architectural Forms" (PDF). Journal for Geometry and Graphics. ج. 19 ع. 1: 79–91. مؤرشف من الأصل (PDF) في 2025-06-14.
- Smith، James T. (2000). Methods of Geometry. وايلي (ناشر). ISBN:0-471-25183-6. مؤرشف من الأصل في 2023-12-04.
- Uehara، Ryuhei (2020). Introduction to Computational Origami: The World of New Computational Geometry. Springer. DOI:10.1007/978-981-15-4470-5. ISBN:978-981-15-4470-5. مؤرشف من الأصل في 2023-12-04.
- Wohlleben، Eva (2019). "ICGG 2018 - Proceedings of the 18th International Conference on Geometry and Graphics: 40th Anniversary - Milan, Italy, August 3-7, 2018". في Cocchiarella، Luigi (المحرر). International Conference on Geometry and Graphics. Springer. DOI:10.1007/978-3-319-95588-9. ISBN:978-3-319-95588-9. مؤرشف من الأصل في 2023-12-04.